# Alexandre Sido
Pour les articles homonymes, voir Sido.
Alexandre Sido, né le 31 octobre 1996, est un escrimeur français.

## Biographie
Lors des Championnats d'Europe d'escrime 2022 à Antalya, Alexandre Sido remporte la médaille d'argent en fleuret par équipes. Il est ensuite médaillé de bronze en fleuret par équipes aux Championnats du monde d'escrime 2022 au Caire.